# Stéphane Aubier
Stéphane Aubier (Verviers, 8 ottobre 1964) è un regista e sceneggiatore belga.
Nel 2009 ha diretto e scritto il film Panico al villaggio insieme a Vincent Patar. Con questo film ha vinto il Méliès d'argento.
Nel 2012 ha invece codiretto con lo stesso Patar e con Benjamin Renner il film Ernest & Celestine, che ha ricevuto tre Premi Magritte, tra cui il premio come miglior regista, e una nomination ai Premi Oscar 2014 nella categoria miglior film d'animazione. 

## Filmografia principale
Regista
- 1988 - Pic Pic André show
- 2001 - Pic-Pic, André et leurs amis
- 2009 - Panico al villaggio
- 2012 - Ernest & Celestine